# Kata Pejnović
Kata Pejnović (Smiljan kraj Gospića, 23. ožujka 1899. – Zagreb, 10. studenog 1966.) bila je hrvatska političarka i narodni heroj. Rodom je iz Smiljana.

## Životopis
Rođena je 23. ožujka 1899. godine u selu Smiljan kraj Gospića. Odrasla je u rodnom mjestu, baveći se zemljoradnjom i kućnim poslovima. Udala se mlada i rodila petero djece.
Od 1936. godine prihvatila je politiku KPJ i izvršavala zadatke za komuniste. Aktivno je djelovala u partijskoj frakciji unutar društava „Seljačko kolo“ i „Seljačka sloga“. Godine 1938. primljena je za članicu Komunističke partije Jugoslavije. Na Prvoj okružnoj konferenciji KPH za Liku 1940. godine, izabrana je za člana Okružnog komiteta KPH za Liku.
Nakon osnivanja Nezavisne Države Hrvatske, sudjelovala je u pripremama oružanog ustanka u Lici. U jednom pokolju u Smiljanu tijekom ljeta 1941. ustaše su joj ubile supruga i tri sina.
Nakon izbijanja ustanka u Lici, Kata je radila na formiranju organizacije Antifašističke fronte žena u Lici. Na Prvom zasjedanju AVNOJ-a u Bihaću, 1942. godine, bila je izabrana za vijećnicu AVNOJ-a (tada je bila jedina žena-vijećnik AVNOJ-a). 
Iste godine, na Prvoj konferenciji AFŽ-a u Bosanskom Petrovcu, izabrana je za predsjednicu AFŽ Jugoslavije. Na Prvom i Drugom zasjedanju ZAVNOH-a birana je za vijećnicu, a na Trećem zasjedanju 1944. i za članicu Predsjedništva ZAVNOH-a.
Poslije rata, bila je potpredsjednica Sabora NR Hrvatske i predsjednica Odbora za molbe i žalbe Republičkog vijeća Sabora NRH. Na Drugom kongresu KPH, izabrana je za članicu Centralnog komiteta KPH. Osim toga, bila je i članica Izvršnog odbora Saveza ratnih i vojnih invalida Jugoslavije, članica Izvršnog odbora Socijalističkog saveza radnog naroda Hrvatske i članica Izvršnog odbora Konferencije za društvenu aktivnost žena Hrvatske.
Umrla je 10. studenog 1966. godine u Zagrebu. Godine 1968., pokopana je u Grobnici narodnih heroja na zagrebačkom groblju Mirogoju.